# تان د. نجوين
تان د. نجوين (بالإنجليزية: Tan D. Nguyen)‏ هو سياسي أمريكي، ولد في 1973. حزبياً، نشط في الحزب الجمهوري والحزب الديمقراطي.